# Pedro (usurpador)
Pedro (em latim: Petrus) foi um usurpador romano do início do século VI cujo relato aparece em apenas duas fontes de menor importância: a Consularia de Cesar Augusta (Consularia Caesaraugustana) e a Crônica de Vítor de Tununa. Segundo elas, Pedro seria um "tirano" (ou seja, um usurpador) contra os novos governantes visigodos da Hispânia. Quando eles capturaram a cidade de Dertosa (moderna Tortosa) em 506, Pedro foi capturado e morto e sua cabeça foi enviada para César Augusta (moderna Saragoça, na Espanha).
Nada mais se sabe sobre ele, mas é possível que seja o segundo governador romano (depois de Burdunelo) a tentar tomar o controle do vale do Ebro depois da queda do Império Romano do Ocidente.